# 健康心理学
健康心理學是對健康、疾病，及醫療保健的心理和行為過程的研究。這是關注心理、行為，和文化因素如何促進身體健康和疾病的理解。心理因素能直接影響健康，健康心理學家採取「生物心理」的方法。換句話說，健康心理學家明白健康不僅是生物過程（如病毒，腫瘤等），但也是心理（如思想和信仰），行為（如習慣）及社會過程（例如社會經濟地位和種族）的產物。

## 概況
通過對心理因素的了解，並建設性地運用這些知識，健康心理學家可以透過大規模的公共健康計劃，或與個別病人工作，直接或間接地改善健康。此外，健康心理學家可以幫助訓練其他醫護專業人員（如醫生及護士），在治療病人時運用學科的知識。健康心理學家的工作環境：與其他醫療專業人員在醫院和診所、在公共衛生部門的大規模健康促進計劃裡工作，或在大學及醫學院任教並進行研究。

## 學科範圍
健康心理學的初始可以追溯到臨床心理學領域，它有四個學科，及一個相關領域 - 職業健康心理學，已經開發了一段時間。
這四個學科包括：
- 臨床健康心理學（Clinical Health Psychology）
- 公共健康心理學（Public Health Psychology）
- 社區健康心理學（Community Health Psychology）及
- 批判健康心理學（Critical Health Psychology）[6]。

## 專業組織
健康心理學範疇的專業組織包括：美國心理學會，英國心理學會，和歐洲健康心理學會。作為一個臨床健康心理學家，在美國的高級資格認證，是透過美國專業心理學的委員會提供。